# استفانو سورنتینو
استفانو سورنتینو (انگلیسی: Stefano Sorrentino؛ زادهٔ ۲۸ مارس ۱۹۷۹) بازیکن فوتبال اهل ایتالیا است.
از باشگاه‌هایی که در آن بازی کرده‌است می‌توان به باشگاه ورزشی لاتزیو، باشگاه فوتبال تورینو، باشگاه فوتبال کیه‌وو ورونا، باشگاه فوتبال رکریتیوو اوئلوا، باشگاه فوتبال یوونتوس، باشگاه فوتبال آ. ا. ک آتن، باشگاه فوتبال یووه استابیا، باشگاه فوتبال پالرمو، و باشگاه فوتبال وارزه اشاره کرد.